# ديفيد الكسندر روس
ديفيد الكسندر روس هو سياسي كندي، ولد في 12 مارس 1819، وتوفي في 23 يوليو 1897 في مدينة كيبك في كندا. حزبياً، نشط في حزب كيبيك الليبرالي. وقد انتخب عضو الجمعية الوطنية في كيبك ‏.